# Moses Auerbach
Moses Auerbach, auch Moscheh Oyerbach (hebräisch מֹשֶׁה אוֹיֶרְבַּך; geboren 3. Februar 1881 in Halberstadt; gestorben 9. April 1976 in Petach Tikwa), war ein deutsch-israelischer Rabbiner.

## Leben
Moses Auerbach war ein Sohn des Halberstädter Rabbiners Selig Auerbach (1840–1901) und der Rosa Hirsch. Er war ein Enkel des Rabbiners Benjamin Hirsch Auerbach. Er besuchte die Jüdische Schule in Halberstadt und das Domgymnasium. Er absolvierte das Rabbinerseminar Berlin, besuchte auch Vorlesungen an der Veitel Heine Ephraimschen Lehranstalt und studierte Philosophie in Berlin und Straßburg, wo er 1907 zur Mechilta des Rabbi Jischmael promoviert wurde. Er heiratete Jenny Kottek (1889–1954), ging 1909 ins osmanische Mutesarriflik Jerusalem und wurde dort Leiter des vom deutschen orthodoxen Judentum eingerichteten Schulverbundes.
Nach Eroberung des Mutesarrifliks Jerusalem durch die Egyptian Expeditionary Force im Ersten Weltkrieg wurde er 1917 ausgewiesen und ging zuerst in das von den Deutschen besetzte Warschau. Auerbach arbeitete von 1918 bis 1922 als Dozent an der Talmud-Thora-Schule in Köln und war dann Dozent für Talmud und Geschichte am Rabbinerseminar zu Berlin. Auerbach war Vorsitzender der Jüdischen Literarischen Gesellschaft und Herausgeber ihres Jahrbuchs. Nach der Machtübergabe an die Nationalsozialisten 1933 floh er 1935 nach Palästina. Er leitete wieder die Neẓaḥ-Yisraʾel-Schule in Petach Tikwa. 1947/48 reorganisierten er und sein Sohn Abraham Samuel Auerbach das jüdische Schulwesen in Tripoli. Ab 1949 lehrte er am Beth Jacob Lehrerseminar in Tel Aviv.
Auerbach veröffentlichte mehrere Arbeiten religiösen und pädagogischen Inhalts in deutscher und hebräischer Sprache. Er war Vorsitzender der deutschen Landesorganisation der ultraorthodoxen Partei Aguddat Jisraʾel.

## Foto
- Foto (nicht gemeinfrei)

## Schriften (Auswahl)

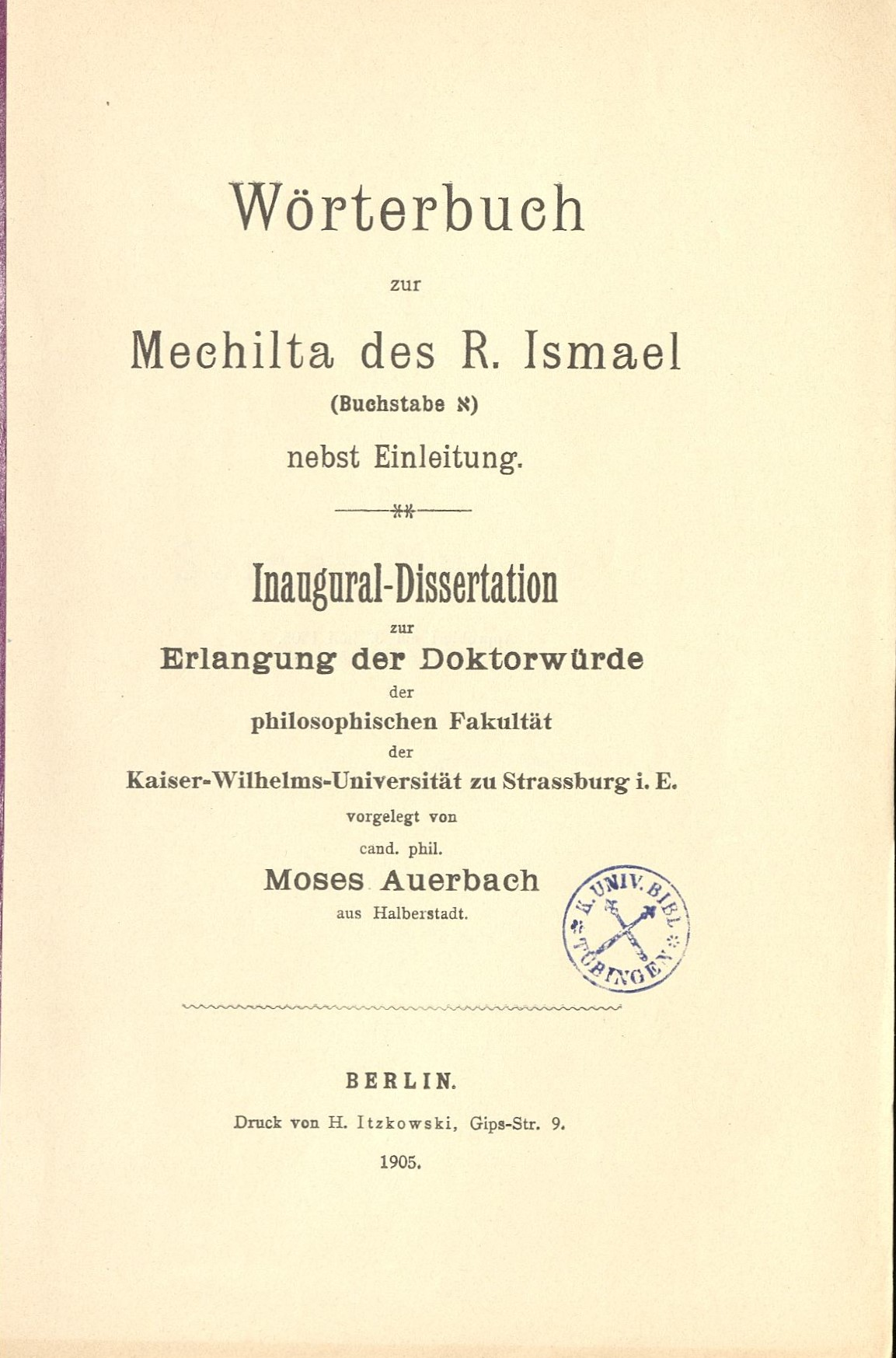
Dissertation (1905)

- Wörterbuch zur Mechilta des R. Ismael (Buchstabe X) nebst Einleitung. Hochschulschrift Straßburg, Univ., Diss., 1905
- Zur politischen Geschichte der Juden Palästinas im dritten und vierten nachchristlichen Jahrhundert. Frankfurt a. M.: Golde, 1908
- Zur politischen Geschichte der Juden unter Kaiser Hadrian. Berlin: Harz, 1924
- Die jüdische Geschichte und ihr Sinn. Berlin: Hebräischer Verlag „Menorah“, 1927
- Die Erzählung von den vier Gefangenen. Berlin: Itzkowski, 1928
- Der Streit zwischen Saadiah Gaon und dem Exilarchen David b. Zakkai, Berlin: Itzkowski, 1928
- Mischnajot: die sechs Ordnungen der Mischna; hebräischer Text mit Punktation, deutscher Uebersetzung und Erklärung = Mišnayôt. 6,1. Ordnung Toharot. Wiesbaden: Kanel, 1933